# Юхницький Януш Володимирович
Януш Володимирович Юхницький (нар. 20 серпня 1947, м. Львів) — український театральний актор. Актор Національного академічного українського драматичного театру ім. М. Заньковецької у Львові. Народний артист України (2009).

## Життєпис
Закінчив Драматичну студію при Національному академічному драматичному театрі ім. І. Франка в Києві. З 1975 року — актор Національного академічного українського драматичного театру ім. М. Заньковецької у Львові. У 1991 році удостоєний звання Заслуженого артиста України (1991). З 2009 - Народний артист України.

## Акторські роботи
Серед ролей: Семен («Дай серцю волю, заведе в неволю» Марка Кропивницького), Малахій («Народний Малахій» Миколи Куліша), Король Дункан («Макбет» В. Шекспіра), Маюфес («Ханум» Авксентія Цагарелі), Мак Мерфі («Політ над гніздом зозулі» Дейла Вассермена) та інші.